# Madonna (And-You-Will-Know-Us-by-the-Trail-of-Dead-Album)
Madonna ist das zweite Studioalbum der texanischen Band … And You Will Know Us by the Trail of Dead. Aufgenommen wurde es in den Lone Wolf Studios. Es wurde am 19. Oktober 1999 über Merge Records veröffentlicht.

## Titelliste
1. And You Will Know Them… – 0:31
2. Mistakes & Regrets – 3:46
3. Totally Natural – 4:16
4. Blight Takes All – 4:43
5. Clair de Lune – 3:26
6. Flood of Red – 3:53
7. Children of the Hydra's Teeth – 1:22
8. Mark David Chapman – 4:10
9. Up from Redemption – 0:22
10. Aged Dolls – 7:17
11. The Day the Air Turned Blue – 1:03
12. A Perfect Teenhood – 5:17
13. Sigh Your Children – 5:22

### Titelinformationen
Das erste Stück besteht aus einer Zusammenstellung einzelner Soundschnipsel, die zusammen „And You Will Know Them by the Trail of Dead“ ergeben. Der achte Titel ist nach dem Mörder von John Lennon benannt. Der letzte Titel Sigh Your Children heißt auf manchen Releases Sigh Your Relief. Er enthält einen versteckten Titel.

## Artwork
Das Albumcover wurde wie bei allen anderen Veröffentlichungen der Band von Conrad Keely entworfen. Es zeigt das Portrait of Kali, einer bedeutenden Göttin im Hinduismus. Auf der Rückseite ist das Bild Tribute to Ed Wicklander von James Neslo zu sehen, der auch die Innenseite des Covers gestaltet hat.

## Rezensionen
Das Album wurde von der Kritik überwiegend positiv aufgenommen. Die deutsche Musikzeitschrift Visions vergab z. B. 10 von 12 Punkten, während die Leser es mit 8,5 von 12 Punkten bewerteten.
Bei Allmusic erhielt es 4 von 5 möglichen Sternen.

## Besetzung

### Band
- Conrad Keely
- Jason Reese
- Kevin Allen
- Neil Busch

### Weitere Musiker
- Julie Pomerleau
- Carolyn Cremona
- Clay Embry
- Jimmy Burdine
- Steven T. Hall